# درپهن (میناب)
درپهن، روستایی در دهستان درپهن بخش سندرک شهرستان میناب در استان هرمزگان ایران است. این روستا، مرکز دهستان درپهن است.

## جمعیت
بر پایه سرشماری عمومی نفوس و مسکن در سال ۱۳۹۵، جمعیت این روستا برابر با ۹۷۸ نفر (۲۳۷ خانوار) بوده‌است.